# Aziz Bouderbala
Abdelaziz El Idrissi Bouderbala (Casablanca, 26 december 1960) is een Marokkaans voormalig profvoetballer die doorgaans als middenvelder speelde. Hij startte zijn loopbaan in Marokko bij Wydad Casablanca en speelde vervolgens voor diverse clubs in Europa. Bouderbala was tussen 1980 en 1992 actief voor het Marokkaans voetbalelftal en wordt gezien als één van de beste Marokkaanse voetballers aller tijden.

## Clubcarrière
Bouderbala begon zijn carrière bij Wydad Casablanca, voordat hij in 1984 vertrok naar FC Sion. Daar bleef Bouderbala voor 4 seizoenen en speelde 88 wedstrijden waarin hij 25 keer scoorde. In 1988 vertrok hij naar Frankrijk om te spelen voor RC Paris en topclub Olympique Lyon. Na zijn 4-jarige periode in Frankrijk vertrok hij in 1992 naar het Portugese GD Estoril-Praia voordat hij in 1995 zijn carrière afsloot bij FC St. Gallen in Zwitserland.
De voormalige speler werkte als technisch directeur bij zijn eerste club Wydad Casablanca. In 1986 werd Bouderbala tweede voor de Best African Player Award.
In 2006 werd hij door CAF geselecteerd als een van de beste 200 Afrikaanse voetbalspelers van de afgelopen 50 jaar.
In 2015 werd hij ambassadeur van The SATUC Cup, een nieuwe wereldwijde liefdadigheidsvoetbalcompetitie voor U16-wezen, vluchtelingen en kansarme kinderen.

## Interlandcarrière
Bouderbala speelde dertien jaar voor het nationale elftal van Marokko. Hij nam deel aan het WK 1986 waar hij met Marokko tot ieders verrassing eerste in de groepsfase werd in een poule met Engeland, Polen en Portugal. Marokko werd zo het eerste Afrikaanse land dat de volgende ronde wist te halen.
Ook nam hij vier keer deel aan de Afrika Cup en werd hij uitgeroepen tot beste speler op de Afrika Cup 1986 in Egypte en de Afrika Cup 1988 in Marokko.
Hij speelde in totaal 63 interlands waarin hij 14 keer scoorde.

## Persoonlijk
Hij woont momenteel (anno 2019) in Michigan, met zijn vrouw en vier kinderen.

## Erelijst
Wydad Casablanca
- Botola Pro

1977/1978

### Persoonlijke prijzen
- Grootste Marokkaanse talent (1978)
- (2e) Beste Afrikaanse speler (1986)
- Beste speler Afrika Cup 1986
- Beste speler Afrika Cup 1988
- Sportman van de maand in Zwitserland (juni 1986)
- Uitgeroepen tot Marokkaans voetbal legende (2017)